# Supercoppa di Bulgaria 2017
La Supercoppa di Bulgaria 2017 è la 14ª edizione di tale competizione. Si è disputata il 9 agosto 2017. La sfida ha visto contrapposte il Botev Plovdiv, vincitore della coppa nazionale e il Ludogorec vincitore del campionato.Con la vittoria per la prima volta nella sua storia del Botev Plovdiv ai calci di rigore per 5-4 dopo il pareggio 1-1 dei primi 120 minuti.

## Tabellino
| Arbitro: | Todorov |

|                                           |                      |                                    |
| Wanderson 47’                             | Marcatori            | 16’ Nedelev                        |
| Marcelinho Wanderson Natanael Anicet Moți | Tiri di rigore 4 – 5 | Baltanov Viana Genev Brisola Dimov |